# Gehena

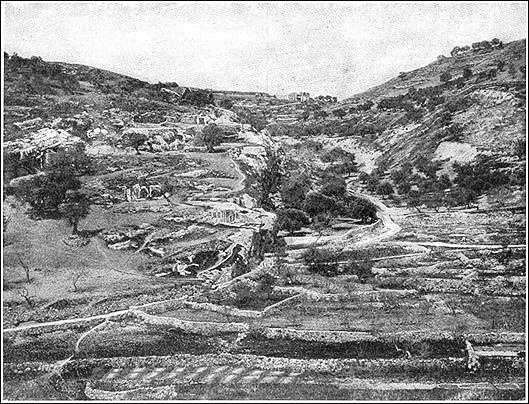
Valle de Gehena en 1900.

Gehena (en griego: Geena (Γεέννα); en hebreo: Gai Ben Hinnom (גיהנום, valle de Hinón)  En el judaísmo, el infierno es un lugar de purificación para el malvado, en el que la mayoría de los castigados permanecen hasta un año, aunque algunos lo están eternamente. El nombre derivó de un valle cercano a Jerusalén, la cañada o barranco de Hinón, identificada metafóricamente con la entrada al mundo del castigo en la vida futura.
Gehena también aparece en el Nuevo Testamento y en las primeras escrituras cristianas como el lugar en donde el mal será destruido. Presta también su nombre al valle del Islam, Yahannam. En las escrituras rabínicas y en las cristianas, el Gehena, como destino del pecador, es diferente a Sheol.

## Etimología
«Gehena» deriva de Gue Hinnom (גי הנם), que significa «Valle de Hinom». Ge Hinnom también se llamaba Gai ben-Hinnom (גיא בן הנם), que significa «valle del hijo de Hinom». El valle estaba fuera de la muralla sur de la antigua Jerusalén, y se extiende desde el pie del monte Sion hasta el valle de Cedrón, al este. Es mencionado en la Biblia en diversos versículos como «valle de Hinón», «valle del hijo de Hinom» o «valle de los hijos de Hinom». No se describe como el infierno, sino como un valle real situado en Jerusalén (Josué 15:8 y 18:16, II Reyes 23:10, II Crónicas 28:3 y 33:6, Nehemías 11:30, Jeremías 7:31~32, y 19:2, 19:6 y 32:35), pero aunque en unas versiones aparece transliterado como gehena, en otras se traduce por infierno. Después del año 638 a. C. el valle de Hinón se convirtió en el lugar utilizado para incinerar los desperdicios de Jerusalén. 
La palabra gehena (Gehenem, Yahannam) también aparece en el libro musulmán, el Corán, como lugar del tormento para los pecadores, el equivalente islámico del infierno cristiano.

## Literatura bíblica
La puerta del sudoeste de Jerusalén, abierta hacia el valle, vino a ser conocida como «valle del hijo de Hinom» (Jeremías 7:31 19:2-6 y 32:35); el libro de Jeremías habla de los residentes israelitas que adoraban a Moloch, presagiando la destrucción de Jerusalén (Jeremías 32:35). En épocas antiguas los cananeos sacrificaban a niños al dios Moloch, quemándolos vivos; una práctica que fue proscrita por el rey Josías (II Reyes, 23:10). Cuando la práctica desapareció, se convirtió en el vertedero de la ciudad donde se incineraba la basura, y también los cadáveres de animales o los de algunos criminales}. El basurero y el fuego hacen la metáfora para indicar que la "basura" (desobedientes) arden de día y de noche.[cita requerida]

## Gehena en el cristianismo
En los evangelios sinópticos, Jesús utiliza la palabra gehena doce veces para describir lo contrario a la vida del reino prometido. Es un lugar en donde la persona se puede condenar (Mateo 10:28) en un fuego inapagable (Marcos 9:43). 
En Mateo 23:33 Jesús dice: Vosotros, serpientes, generación de víboras, ¿cómo podréis escapar al castigo del Gehena? Esta palabra se encuentra también en la Epístola de Santiago. Muchos cristianos asimilan gehena como el lugar de castigo eterno llamado el lago de fuego y azufre. Por otra parte, algunas organizaciones religiosas de corte restauracionista, como los Netzaritas y Testigos de Jehová, entienden que Jesús quizás haya empleado el término Gehena para referirse a la destrucción completa que viene del juicio condenatorio de Dios. Por lo tanto, el significado de dicho vocablo es el mismo que el del “lago de fuego” mencionado en el Apocalipsis. Por ello, analizando la terminología griega original y según la creencia judeocristiana, las dos expresiones se refieren a la condenación eterna, en cuyas descripciones se hace hincapié a un castigo literal, rodeado de fuego y azufre para los impíos que no aceptaron a Jesucristo como Su Único Salvador. (Lucas 12:4, 5; Apocalipsis 20:14, 15.) Por otro lado, los Adventistas creen por medio de su hermenéutica bíblica que Jesús utilizó este nombre como comparativo del Juicio final donde los impíos son destruidos en el lago de fuego (Gehena), como una muerte segunda (Besorá Lucas o Evangelio de Lucas 12: 4 y 5). No conciben el Gehena como un lugar donde las almas sean atormentadas eternamente, sino como un lugar de destrucción eterna (Apocalipsis 20:14, 15). Los universalistas cristianos, que creen que Dios salvará a todas las almas, interpretan las referencias del Nuevo Testamento al Gehena en el contexto del Antiguo Testamento, y concluyen que se refiere siempre al inminente juicio divino contra Israel y no al tormento eterno para el pecador.
El Nuevo Testamento en su lengua original griego koiné, se refiere al Hades como destino de las almas de los muertos que aguardan juicio divino, muy diferente al Mneion que es la simple sepultura común de la humanidad. El Sheol o Hades es un lugar distinto al Gehena, mientras que en el Hades las almas de los muertos aguardan por juicio, en la gehenna, son las almas ya con todo y cuerpo vivificado de los pecadores los que serán arrojados. En el Apocalipsis 20:14 se describe el destino final del Hades en un lago de fuego, lo que para muchos cristianos significa lo mismo que gehena.

## Gehena en el Islam
Según el Corán, solo Dios sabe quién irá al Yahannam (en árabe: جهنم) y quién al paraíso, el Yanna. Los musulmanes creen que los descreídos y los que no permanecen fieles a su religión serán castigados en el Yahannam, un lago de fuego sobre el que pasa el puente que todas las almas deben cruzar para entrar en el Yanna. Los pecadores caen del puente, pero pueden ser perdonados por Dios, aunque los que no cumplieron los preceptos o solo fingieron creer en Alá permanecerán en el Yahannam después del Qiyamah (Juicio Final).

Quienes sometan a los creyentes a una prueba y no se arrepientan luego, tendrán el castigo de la gehena, el castigo de su fuego.
Corán, Sura 85, vers. 10

El Corán describe a fondo el Yahannam:

Esta es la Escritura, exenta de dudas, como dirección para los temerosos de Dios.
Corán, Sura 2, vers. 2

El Zaqum es un árbol espinoso que crece en el Yahannam. Tiene frutas amargas y espinosas que los condenados deben comer, intensificando sus tormentos. Estas frutas tienen la forma de cabezas de diablos.

El día del fallo se darán todos cita. Día en que nadie podrá proteger nada a nadie, nadie será auxiliado, salvo aquél de quien Dios se apiade. Él es el Poderoso, el Misericordioso. El árbol de Zaqum es el alimento del pecador. Es como metal fundido, hierve en las entrañas como agua hirviente. ¡Cogedle y llevadle en medio del fuego de la gehena! ¡Castigadle, luego, derramando en su cabeza agua muy caliente!
Corán, Sura 44, vers. 40-48

## Galería

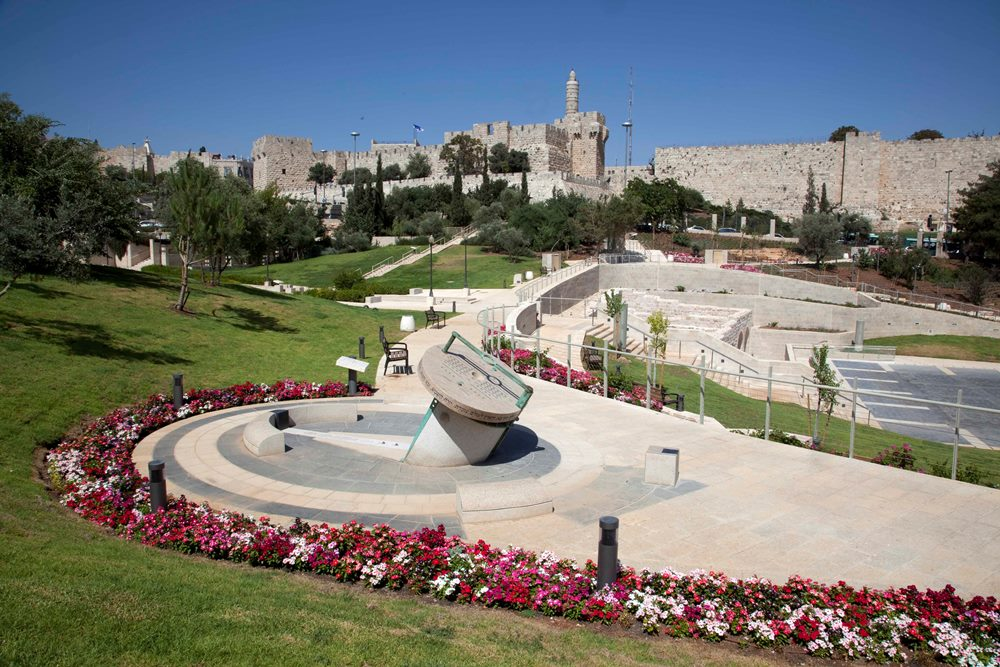
Teddy Park (Jerusalén)
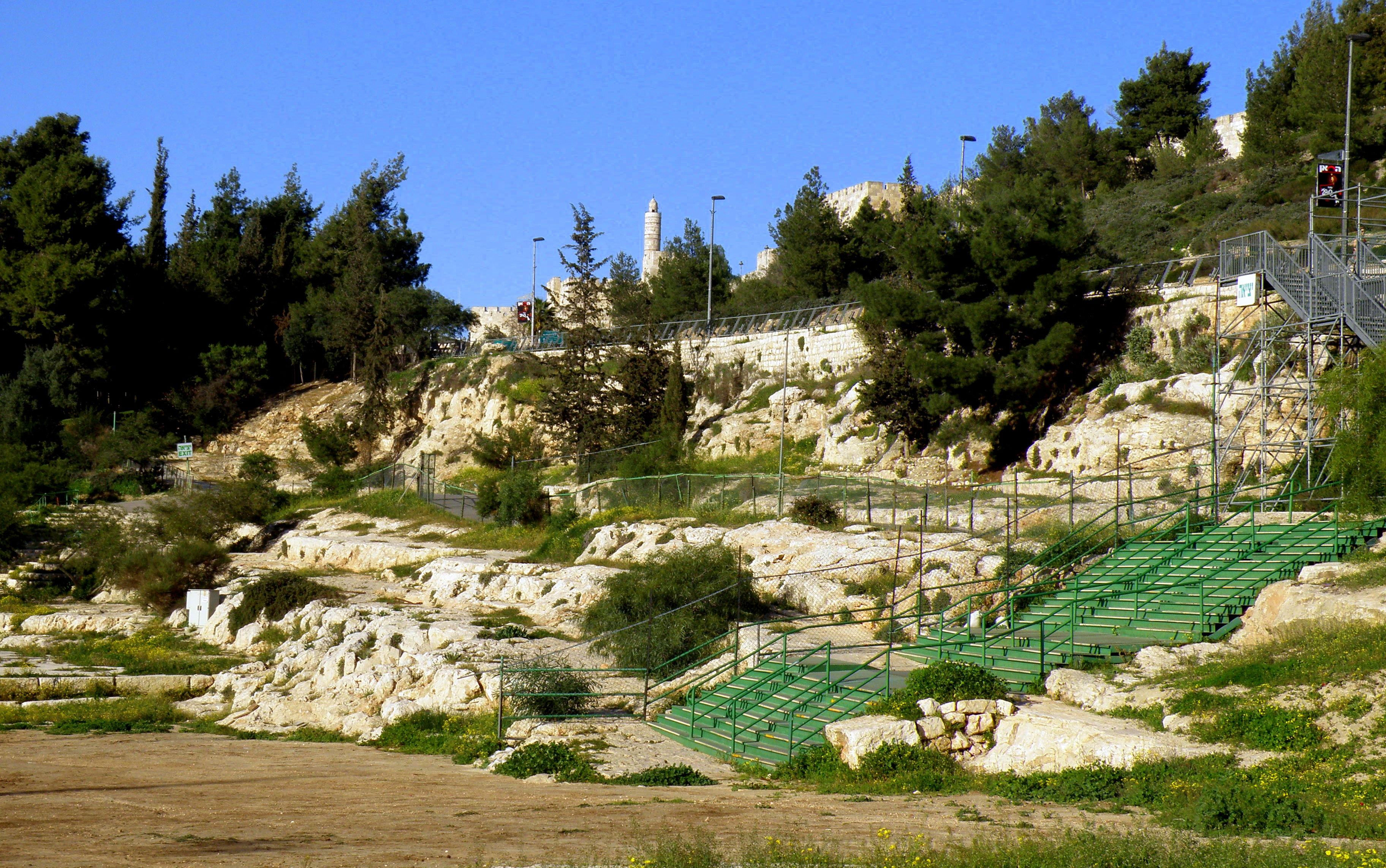
Piscina del Sultán
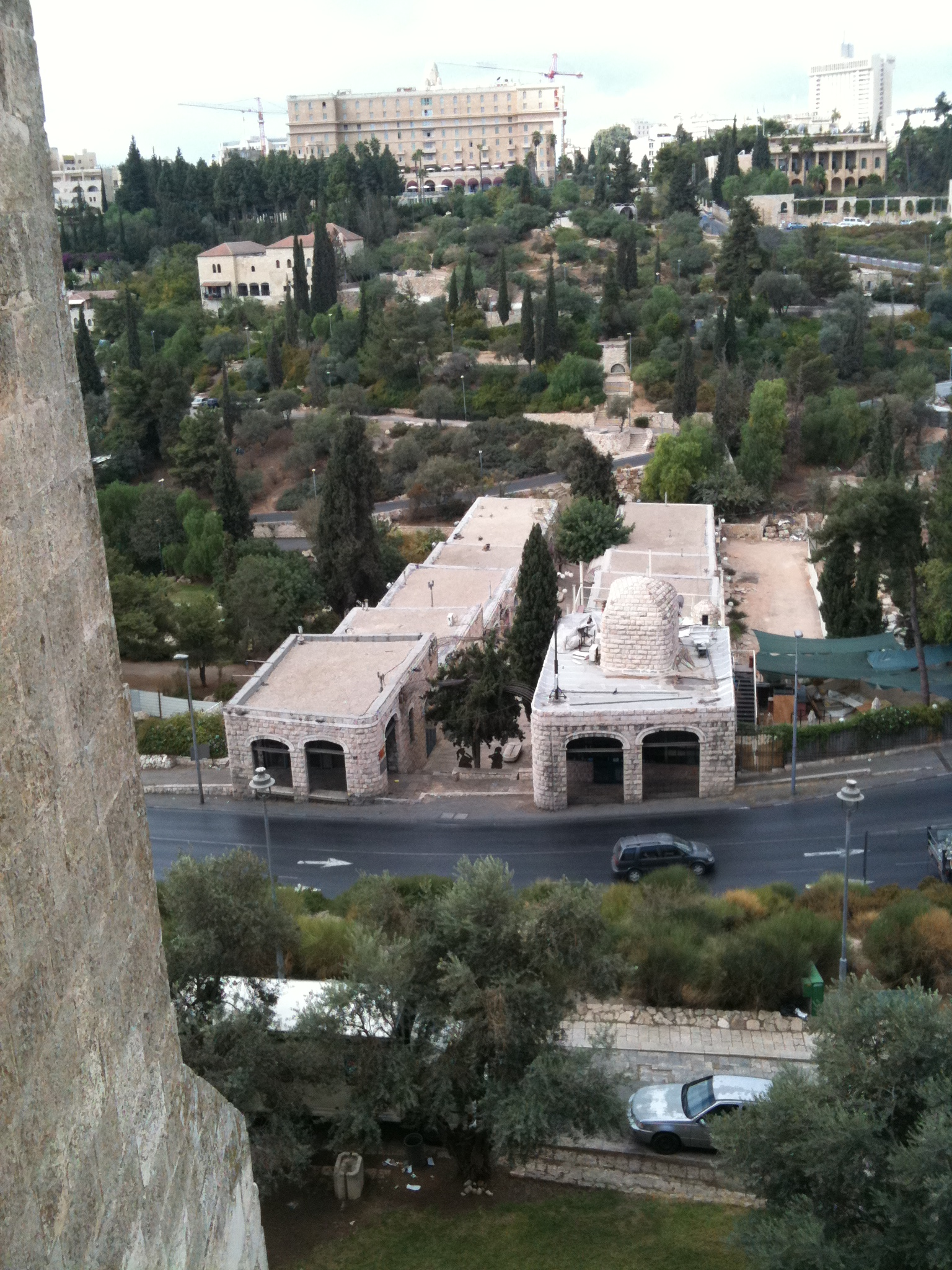
Hutzot Hayotzer Centro de Artes
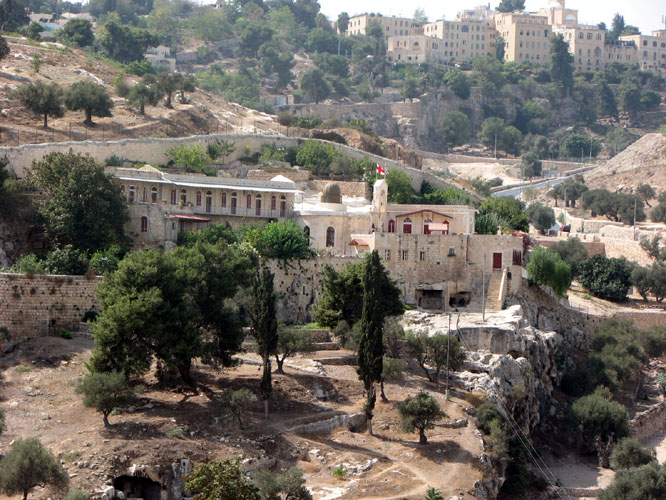
Monasterio Aceldama
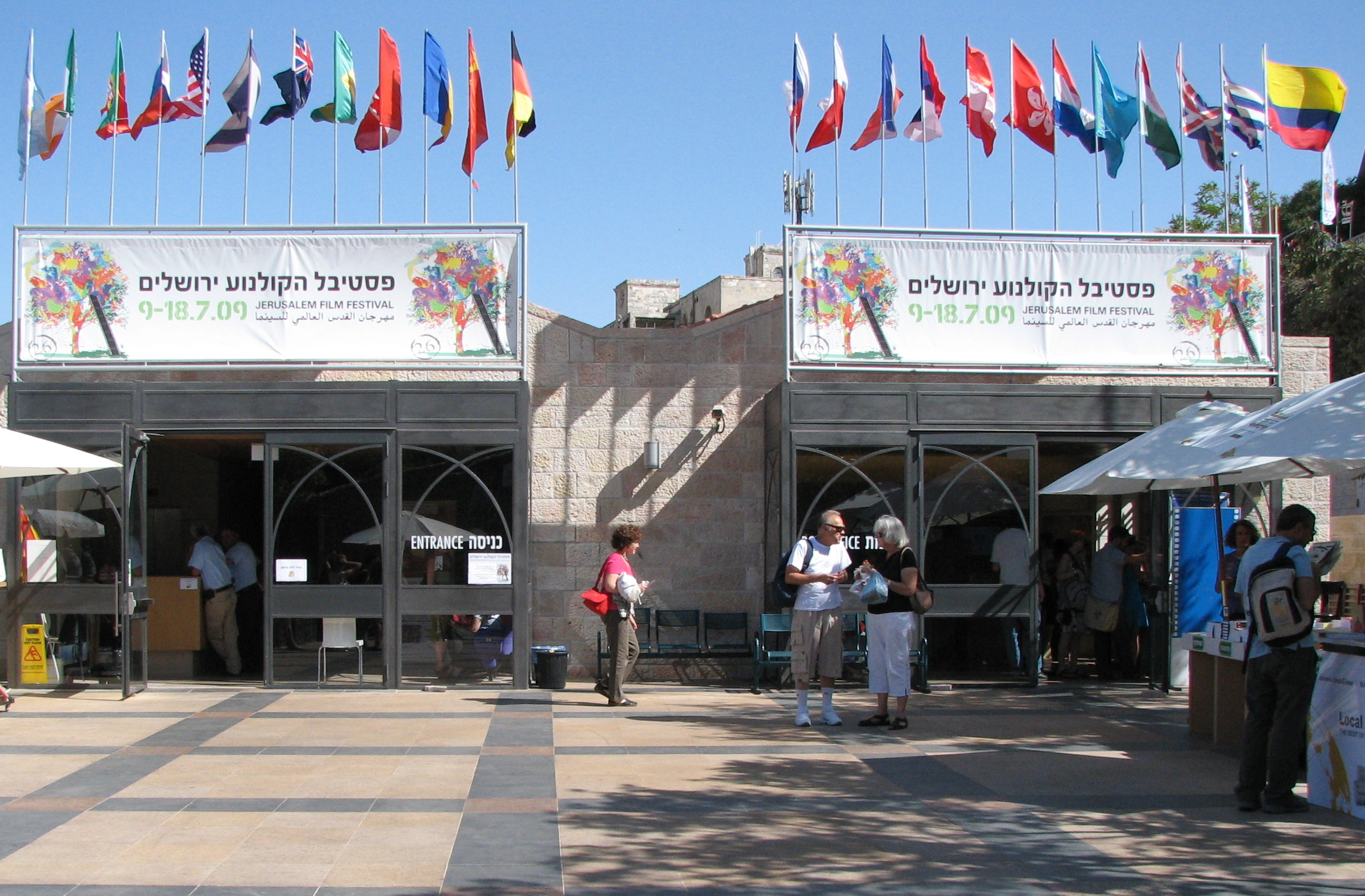
Cinemateca de Jerusalén